# Anthony Thwaite
Anthony Simon Thwaite, né le 23 juin 1930 à Chester et mort le 22 avril 2021, est un poète et écrivain britannique. 

## Biographie
Né à Chester en Angleterre en 1930, Anthony Thwaite est le fils de Hartley Thwaite et de son épouse, Alice (née Mallinson). Il grandit essentiellement dans le Yorkshire et réside dans le Norfolk.
Pendant la Seconde Guerre mondiale, il vit aux États-Unis. Il suit les cours de la Kingswood School (en) à Bath (1944–49) et enseigne par la suite l'anglais au collège Christ Church (Oxford).
Il enseigne à l'université de Tokyo de 1955 à 1957 et pendant un an en 1985. Il travaille pour la BBC Radio, le New Statesman comme éditeur littéraire et de 1973 à 1985 comme rédacteur du Encounter avec Melvin J. Lasky. Il est un des exécuteurs littéraires de Philip Larkin et le principal éditeur des œuvres de ce dernier.
Anthony Thwaite est marié à l'écrivain Ann Thwaite. 

## Distinctions
- En 1983, Anthony Thwaite est un des trois lauréats du Cholmondeley Award.
- Il est décoré de l'ordre de l'Empire britannique (OBE) en 1992 pour services rendus à la poésie.

## Ouvrages
- Anthony Thwaite (Fantasy Press (en) 1953). Fantasy Poets 17
- Oxford Poetry (en) 1954 (1954) éditeur avec Jonathan Price
- Poems (1957) Privately Printed in Tokyo
- Essays on Contemporary English Poetry (1957)
- Home Truths (1957) poems
- Contemporary English Poetry - An Introduction (1961)
- New Poems 1961: A P.E.N Anthology of Contemporary Poetry (1961) éditeur avec Hilary Corke et William Plomer
- The Owl in the Tree (1963) poèmes
- Japan in Color (1967)
- The Stones of Emptiness : Poèmes 1963-66.(1967)
- Deserts of Hesperides: an Experience in Libya (1969)
- At Dunkeswell Abbey (1970) broadside poem
- Penguin Modern Poets 18 (1970) avec Al Alvarez et Roy Fuller
- Points (1972)
- Inscriptions, Poems 1967–72 (1973)
- Jack (1973) poem
- Poetry Today 1960-1973 (1973)
- Roloff Beny In Italy (1974) avec Peter Porter, Gore Vidal
- New Confessions (1974) poèmes
- The English Poets - From Chaucer to Edward Thomas (1974) avec Peter Porter
- Beyond the Inhabited World: Roman Britain (1977)
- A Portion for Foxes (1977) poèmes
- Twelve Poems (1978)
- Twentieth Century English Poetry : An Introduction (1978)
- New Poetry 4 (1978) Arts Council (en) anthologie, éditeur avec Fleur Adcock
- Victorian Voices (1980) poèmes
- Odyssey : Mirror of the Mediterranean (1981)
- Larkin at Sixty (1982) editeur
- The Penguin Book of Japanese Verse (1983) éditeur avec Geoffrey Bownas
- Telling Tales (1983)
- Poems 1953–1983 (1984)
- Six Centuries of Verse (1984) éditeur
- Poetry Today : A Critical Guide to British Poetry 1960-1984 (1985)
- Letter from Tokyo (1987)
- Philip Larkin: Collected Poems (The Marvell Press, Faber & Faber, 1988) éditeur
- Fourteen Poems Collected Poems of Philip Larkin (1989) éditeur
- Selected Letters of Philip Larkin (1992) éditeur
- Poetry Today: A critical guide to British poetry 1960-1995 (1996)
- R. S. Thomas - Everyman's Poetry (1996) éditeur
- Selected Poems 1956-1996 (1997)
- Longfellow (1997) éditeur
- Anthony Thwaite in Conversation (1999) avec Peter Dale et Ian Hamilton
- Paeans for Peter Porter (1999) éditeur
- High Windows by Philip Larkin (2000) editor
- A Different Country (Enitharmon Press (en) 2000) poèmes
- George MacBeth – Selected Poems (2002) éditeur
- Further Requirements: Interviews, Broadcasts, Statements and Book Reviews, 1952-85, by Philip Larkin (2002) éditeur
- A Move in the Weather: Poems 1994-2002 (Enitharmon Press, 2003)
- Philip Larkin – Collected Poems (2004) éditeur
- Collected Poems (Enitharmon Press, 2007)
- Philip Larkin: Letters to Monica (Faber & Faber, Bibliothèque bodléienne, 2010) éditeur